# コルネリス・アントニー・ヤン・アブラハム・アウデマンス

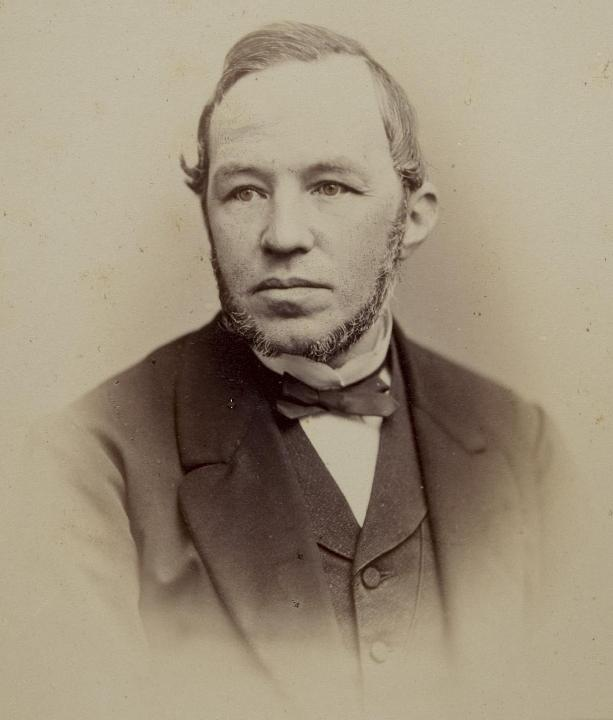
C. A. J. A. Oudemans um 1869

コルネリス・アントニー・ヤン・アブラハム・アウデマンス（オランダ語: Cornelis Antonie(Antoon) Jan Abraham Oudemans、フランス語: Corneille Antoine Jean Abraham Oudemans、1825年10月7日 - 1906年8月29日）は、オランダの医師、植物学者である。

## 略歴
アムステルダムに生まれた。7歳の時、バタヴィアの学校の校長に任じられた父親とともにオランダ領東インドに渡った。1839年にオランダに戻った。ライデン大学に入学し、医学を学ぶ一方、 モルケンブール（Julian Hendrik Molkenboer）博士やドージ（Frans Dozy）博士から菌学を学んだ。1847年に卒業した後、医者になり、海外のいくつかの診療所を訪れた。1848年始めにパリで革命に遭遇し、それを転機に学問の世界に転じ、ウィーンなどで学んだ。1948年に、植物学の研究者が空席になっていたアムステルダムの医学校に招かれ、植物学、動物学、薬学、顕微鏡の操作を教えた。1859年にフリードリッヒ・アントン・ヴィルヘルム・ミクェルがユトレヒト大学に移った後の、Athenaeum Illustre（アムステルダム大学の前身）の植物学の教授となった。1870年代にユーゴー・ド・フリースがアムステルダム大学の植物学の教授に加わったことによって、オランダ植民地の植物、菌類の分類学への研究の比重を高めた。

## 著作
- Aanteekeningen op de Pharmacopoea Neerlandica (1854–56)
- Leerboek der Plantenkunde (1866–1870)
- Lehrbuch der Pharmakognosie des Tier- u. Pflanzenreichs (1865, 2. Aufl. 1880)
- De Flora van Nederland (1859–1862, 2. Aufl. 1872–1874, 3 Teile)
- Neerlands Plantentuin (1865–1867)
- Observations sur la structure microscopique des écorces de Quinquina (1871)
- Matériaux pour la flore mycologique de la Néerlande (1867–1890)
- Herbarium van Nederlandsche planten
- Fungi Neerlandici exsiccati
- Enumeratio systematica Fungorum (1919–1925 postum herausgegeben von J. W. Moll)